# Bahnstrecke Finsterwalde–Schipkau
| Streckennummer (DB): | 6571 (Ruhland–Lauchhammer Ost) 6591 (Finsterwalde–Annahütte) |                                                             |                                                             |
| Kursbuchstrecke (DB): | 177k, 177m (alt) 178d |                                                             |                                                             |
| Kursbuchstrecke: | 154h (Finsterwalde (Niederlaus) – Zschipkau) 154g (Lauchhammerwerk – Ruhland) jeweils 1934 178d (Finsterwalde (Niederlausitz) – Senftenberg (Niederl)/Lauchhammer) 178e (Niederlauchhammer Nord – Ruhland) jeweils 1946 |                                                             |                                                             |
| Streckenlänge: | 40,3 km |                                                             |                                                             |
| Spurweite: | 1435 mm (Normalspur) |                                                             |                                                             |
| Maximale Neigung: | 10 ‰ |                                                             |                                                             |
| Streckengeschwindigkeit: | 40 km/h |                                                             |                                                             |
| | |                                                             |                                                             |
| \| \| \| von Halle (Saale) \| \| \| \| \| von Luckau \| \| \| \| 0,0 \| Finsterwalde (Niederlausitz) \| Finsterwalde (Niederlausitz) \| \| \| \| nach Cottbus \| \| \| \| 1,4 \| Massen \| Massen \| \| \| 3,6 \| zum Flugplatz Finsterwalde/Schacksdorf \| zum Flugplatz Finsterwalde/Schacksdorf \| \| \| 4,0 \| Schacksdorf (ehem. Bf) \| Schacksdorf (ehem. Bf) \| \| \| \| Abzweig Tagebau Klettwitz (LMBV) und zum Hp Lichterfeld F60 \| \| \| \| 8,5 \| Klingmühl-Lichterfeld \| Klingmühl-Lichterfeld \| \| \| \| \| \| \| \| 11,50,0 \| Sallgast \| Sallgast \| \| \| 4,7 \| Römerkeller \| Römerkeller \| \| \| 7,6 \| Kostebrau; ehemals Costebrau-Friedrichsthal \| Kostebrau; ehemals Costebrau-Friedrichsthal \| \| \| 12,811,8 \| Lauchhammer Nord \| Lauchhammer Nord \| \| \| 8,4 \| Lauchhammerwerk \| Lauchhammerwerk \| \| \| 7,6 \| Lauchhammer Ost; ehemals Lauchhammer \| Lauchhammer Ost; ehemals Lauchhammer \| \| \| \| Lausitzer Grubenbahn \| \| \| \| \| ehem. Werkbahn und Anschlussgleis Lauchhammer-Süd; \| \| \| \| \| heute Werksgelände ehemalige Vestas-Werke \| \| \| \| 5,6 \| Schwarzheide-West; ehemals Zschornegosta \| Schwarzheide-West; ehemals Zschornegosta \| \| \| 3,8 \| Wandelhof \| Wandelhof \| \| \| 3,0 \| Synthesewerk; ehemals Brabag \| Synthesewerk; ehemals Brabag \| \| \| 3,0 \| Schwarzheide BASF GmbH \| Schwarzheide BASF GmbH \| \| \| \| Schwarzheide BASF (Tor/Zufahrt DB) \| \| \| \| \| Schwarzheide BASF (ehem. Tor) \| \| \| \| \| von Senftenberg \| \| \| \| \| von Hoyerswerda \| \| \| \| 0,0 \| Ruhland \| Ruhland \| \| \| \| nach Großenhain \| \| \| \| \| nach Elsterwerda-Biehla \| \| \| \| \| \| \| \| \| 13,6 \| Poley \| Poley \| \| \| 15,1 \| Annahütte \| Annahütte \| \| \| 15,7 \| Annahütte Reichsstraße; ehemals Särchen \| Annahütte Reichsstraße; ehemals Särchen \| \| \| \| von der Glashütte \| \| \| \| 16,4 \| Klettwitz Krankenhaus \| Klettwitz Krankenhaus \| \| \| \| zum Fabrikgelände Wilhelminensglück \| \| \| \| 17,6 \| Klettwitz \| Klettwitz \| \| \| \| Schipkauer Braunkohlenwerke \| \| \| \| 20,20,0 \| Schipkau; ehemals Zschipkau \| Schipkau; ehemals Zschipkau \| \| \| \| nach Senftenberg \| \| | |                                                             |                                                             |
| Strecke | | von Halle (Saale)                                           | von Halle (Saale)                                           |
| Abzweig geradeaus und ehemals von links | | von Luckau                                                  | von Luckau                                                  |
| Bahnhof | 0,0 | Finsterwalde (Niederlausitz)                                | Finsterwalde (Niederlausitz)                                |
| Abzweig geradeaus und nach links | | nach Cottbus                                                | nach Cottbus                                                |
| Haltepunkt / Haltestelle | 1,4 | Massen                                                      | Massen                                                      |
| Abzweig geradeaus und nach rechts | 3,6 | zum Flugplatz Finsterwalde/Schacksdorf                      | zum Flugplatz Finsterwalde/Schacksdorf                      |
| Haltepunkt / Haltestelle | 4,0 | Schacksdorf (ehem. Bf)                                      | Schacksdorf (ehem. Bf)                                      |
| Abzweig ehemals geradeaus und nach rechts | | Abzweig Tagebau Klettwitz (LMBV) und zum Hp Lichterfeld F60 | Abzweig Tagebau Klettwitz (LMBV) und zum Hp Lichterfeld F60 |
| Bahnhof (Strecke außer Betrieb) | 8,5 | Klingmühl-Lichterfeld                                       | Klingmühl-Lichterfeld                                       |
| Strecke von links (außer Betrieb) · Abzweig geradeaus und von rechts (Strecke außer Betrieb) | |                                                             |                                                             |
| Strecke (außer Betrieb) · Bahnhof (Strecke außer Betrieb) | 11,50,0 | Sallgast                                                    | Sallgast                                                    |
| Bahnhof (Strecke außer Betrieb) · Strecke (außer Betrieb) | 4,7 | Römerkeller                                                 | Römerkeller                                                 |
| Bahnhof (Strecke außer Betrieb) · Strecke (außer Betrieb) | 7,6 | Kostebrau; ehemals Costebrau-Friedrichsthal                 | Kostebrau; ehemals Costebrau-Friedrichsthal                 |
| Bahnhof (Strecke außer Betrieb) · Strecke (außer Betrieb) | 12,811,8 | Lauchhammer Nord                                            | Lauchhammer Nord                                            |
| Haltepunkt / Haltestelle (Strecke außer Betrieb) · Strecke (außer Betrieb) | 8,4 | Lauchhammerwerk                                             | Lauchhammerwerk                                             |
| Betriebs-/Güterbahnhof Strecke bis hier außer Betrieb · Strecke (außer Betrieb) | 7,6 | Lauchhammer Ost; ehemals Lauchhammer                        | Lauchhammer Ost; ehemals Lauchhammer                        |
| Kreuzung geradeaus oben (Querstrecke außer Betrieb) · Strecke (außer Betrieb) | | Lausitzer Grubenbahn                                        | Lausitzer Grubenbahn                                        |
| Abzweig geradeaus und ehemals nach rechts · Strecke (außer Betrieb) | | ehem. Werkbahn und Anschlussgleis Lauchhammer-Süd;          | ehem. Werkbahn und Anschlussgleis Lauchhammer-Süd;          |
| Strecke · Strecke (außer Betrieb) | | heute Werksgelände ehemalige Vestas-Werke                   | heute Werksgelände ehemalige Vestas-Werke                   |
| ehemaliger Bahnhof · Strecke (außer Betrieb) | 5,6 | Schwarzheide-West; ehemals Zschornegosta                    | Schwarzheide-West; ehemals Zschornegosta                    |
| ehemaliger Haltepunkt / Haltestelle · Strecke (außer Betrieb) | 3,8 | Wandelhof                                                   | Wandelhof                                                   |
| ehemaliger Haltepunkt / Haltestelle · Strecke (außer Betrieb) | 3,0 | Synthesewerk; ehemals Brabag                                | Synthesewerk; ehemals Brabag                                |
| Dienststation / Betriebs- oder Güterbahnhof · Strecke (außer Betrieb) | 3,0 | Schwarzheide BASF GmbH                                      | Schwarzheide BASF GmbH                                      |
| Abzweig geradeaus und nach links · Strecke (außer Betrieb) | | Schwarzheide BASF (Tor/Zufahrt DB)                          | Schwarzheide BASF (Tor/Zufahrt DB)                          |
| Abzweig geradeaus und ehemals von links · Strecke (außer Betrieb) | | Schwarzheide BASF (ehem. Tor)                               | Schwarzheide BASF (ehem. Tor)                               |
| Abzweig geradeaus und von links · Strecke (außer Betrieb) | | von Senftenberg                                             | von Senftenberg                                             |
| Abzweig geradeaus und von links · Strecke (außer Betrieb) | | von Hoyerswerda                                             | von Hoyerswerda                                             |
| Bahnhof · Strecke (außer Betrieb) | 0,0 | Ruhland                                                     | Ruhland                                                     |
| Abzweig geradeaus und nach rechts · Strecke (außer Betrieb) | | nach Großenhain                                             | nach Großenhain                                             |
| Strecke nach rechts · Strecke (außer Betrieb) | | nach Elsterwerda-Biehla                                     | nach Elsterwerda-Biehla                                     |
| Verschwenkung nach rechts (Strecke außer Betrieb) | |                                                             |                                                             |
| Bahnhof (Strecke außer Betrieb) | 13,6 | Poley                                                       | Poley                                                       |
| Bahnhof (Strecke außer Betrieb) | 15,1 | Annahütte                                                   | Annahütte                                                   |
| Haltepunkt / Haltestelle (Strecke außer Betrieb) | 15,7 | Annahütte Reichsstraße; ehemals Särchen                     | Annahütte Reichsstraße; ehemals Särchen                     |
| Abzweig geradeaus und von links (Strecke außer Betrieb) | | von der Glashütte                                           | von der Glashütte                                           |
| Haltepunkt / Haltestelle (Strecke außer Betrieb) | 16,4 | Klettwitz Krankenhaus                                       | Klettwitz Krankenhaus                                       |
| Abzweig geradeaus und nach rechts (Strecke außer Betrieb) | | zum Fabrikgelände Wilhelminensglück                         | zum Fabrikgelände Wilhelminensglück                         |
| Bahnhof (Strecke außer Betrieb) | 17,6 | Klettwitz                                                   | Klettwitz                                                   |
| Abzweig geradeaus und von rechts (Strecke außer Betrieb) | | Schipkauer Braunkohlenwerke                                 | Schipkauer Braunkohlenwerke                                 |
| Bahnhof (Strecke außer Betrieb) | 20,20,0 | Schipkau; ehemals Zschipkau                                 | Schipkau; ehemals Zschipkau                                 |
| Strecke (außer Betrieb) | | nach Senftenberg                                            | nach Senftenberg                                            |

Die Bahnstrecke Finsterwalde–Schipkau war eine Bahnstrecke in der brandenburgischen Niederlausitz. Sie wurde zunächst von der Schipkau-Finsterwalder Eisenbahn-Gesellschaft (bis 1938 Zschipkau-Finsterwalder Eisenbahn – ZFE) betrieben, die im Jahr 1885 gegründet wurde, um die ergiebigen Braunkohle- und Tongruben rund um Zschipkau zwischen Finsterwalde und Senftenberg an das Eisenbahnnetz anzuschließen. Die Bahnstrecke wurde auch als Schippchenbahn bzw. Zschippchenbahn bezeichnet.

## Geschichte

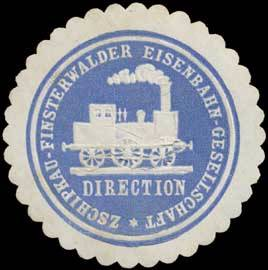
Siegelmarke der Zschipkau-Finsterwalder Eisenbahn-Gesellschaft

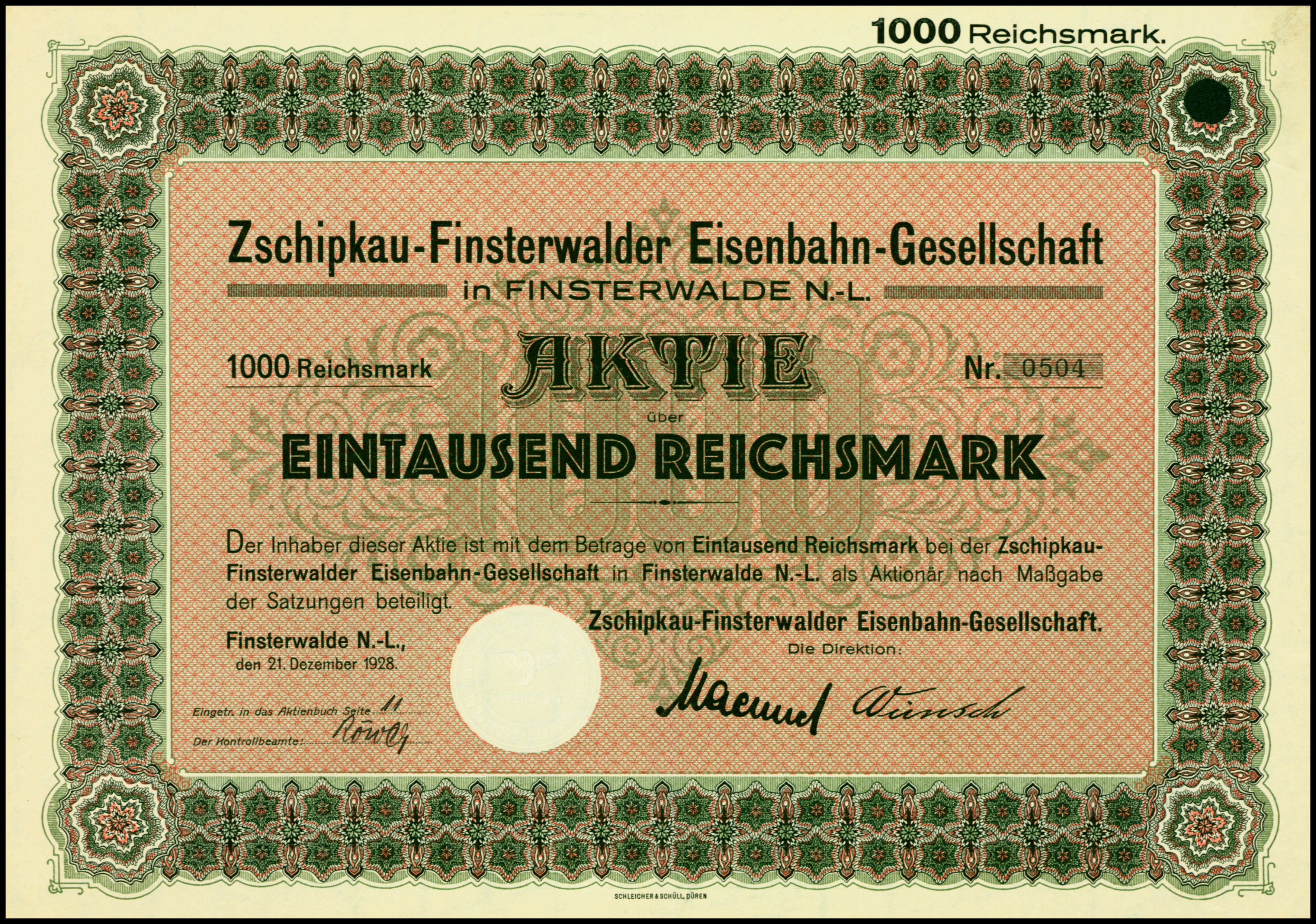
Aktie über 1000 RM der Zschipkau-Finsterwalder Eisenbahn-Gesellschaft vom 21. Dezember 1928

Am Kapital der Gesellschaft waren die Provinz Brandenburg, die Kreise Luckau und Calau sowie die Stadt Finsterwalde beteiligt, ferner das Bahnbauunternehmen Davy, Donath & Co. aus Berlin, das die Strecke erbaute und anfangs auch betrieb.
Die 20 Kilometer lange Stammstrecke Finsterwalde–Zschipkau wurde am 20. September 1887 eröffnet. Von der etwa in Streckenmitte gelegenen Station Sallgast zweigte eine Nebenstrecke ab, die am 1. April 1896 bis Costebrau-Friedrichsthal (8 km) als Kleinbahn in Betrieb ging und am 16. Dezember 1897 um weitere 4 km als Werksbahn bis Lauchhammer (Werk) verlängert wurde. Dieser Zweig erhielt ab 1. September 1902 den Status einer Nebenbahn, die mit dem Staatsbahnhof Lauchhammer (Ost) verbunden wurde, der schon seit 1875 durch die Oberlausitzer Eisenbahn-Gesellschaft eine Verbindung mit dem Bahnknoten Ruhland hatte.
Eine weitere Verbindung zu der Hauptbahn Cottbus–Dresden entstand am 1. Oktober 1905, als die Preußische Staatsbahn ihre Strecke Zschipkau–Senftenberg eröffnete, die schon vorher als private Industriebahn vorhanden war. Für diese Strecke nach Senftenberg übernahm die ZFE auch die Betriebsführung des Personenverkehrs.
Der starke Güterverkehr machte die ZFE derart gewinnbringend, dass sich die Deutsche Reichsbahn um eine Verstaatlichung bemühte. Damit hatte sie aber erst zum 1. Juli 1943 Erfolg.

### Verlorener Zug
Vom 19. bis zum 20. April 1945 machte der letzte von drei Todestransporten aus dem Konzentrationslager Bergen-Belsen einen zweitägigen Zwischenstopp in Schipkau. Die näherrückende Front war nur noch 30 Kilometer entfernt, die Irrfahrt schien ein Ende zu haben, doch am 20. April fuhr der Zug weiter nach Finsterwalde.
51 Menschen, die während des Aufenthaltes infolge von Krankheiten und an Unterernährung gestorben waren, wurden in drei Massengräbern verscharrt. Noch heute liegen an dieser Stelle 31 Leichen, die anderen wurden nach dem Krieg auf den Schipkauer Friedhof umgebettet. Wo früher das Nebengleis verlief, steht heute ein Mahnmal für die 51 Opfer des Verlorenen Zuges.

### Nachkriegszeit und Stilllegung

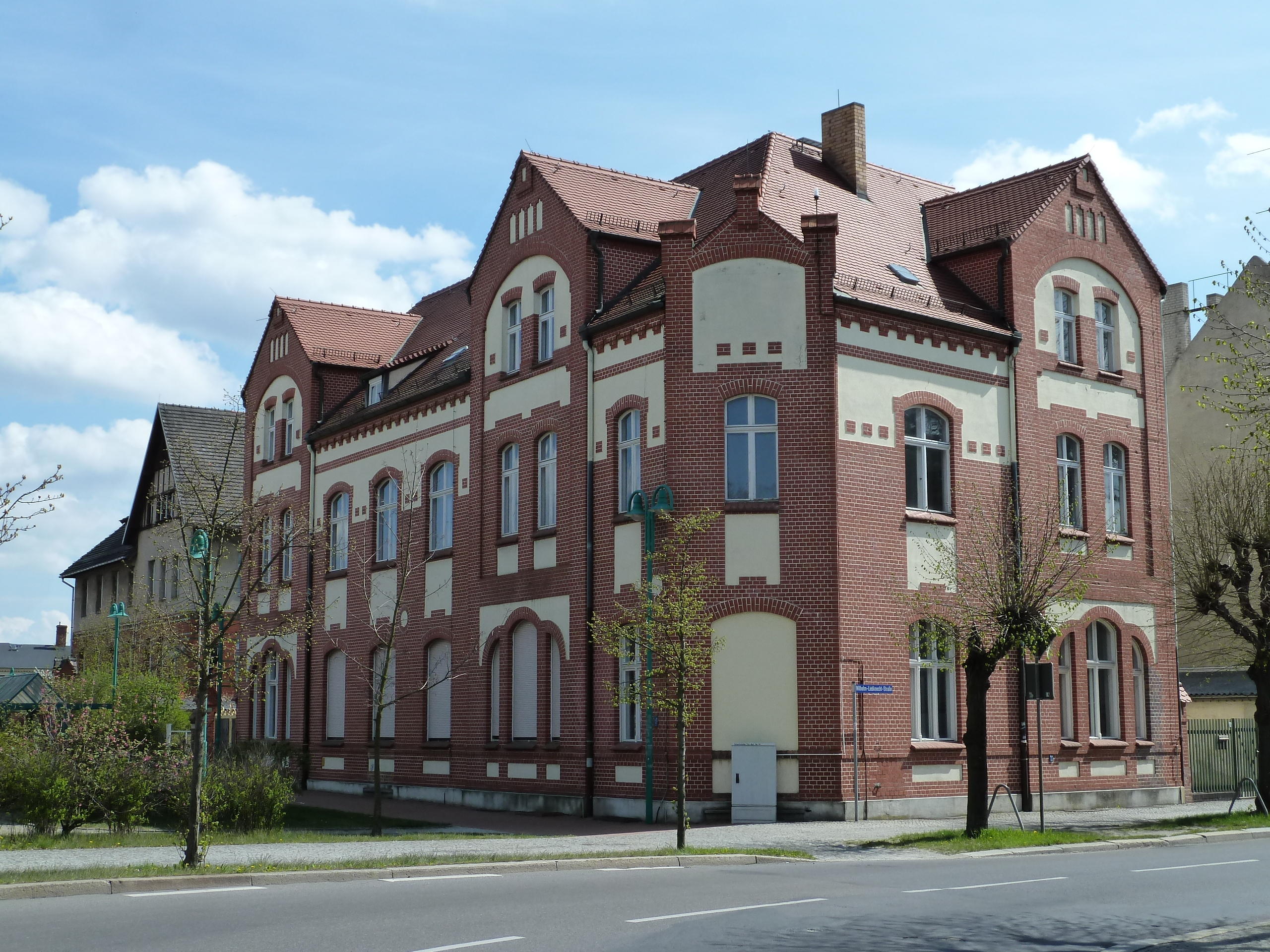
Ehem. Verwaltungsgebäude in Finsterwalde

Mit den fünfziger Jahren rückte der Tagebau Klettwitz näher an die Strecke, zwischen Sallgast und Kostebrau wurde eine neue Grube erschlossen, es folgten die Stilllegung und Abbaggerung des Abschnitts Sallgast–Kostebrau. Das allmähliche Aus der Bahn war nunmehr besiegelt. Zwischen Lauchhammer-Ost und Kostebrau wurde der Personenverkehr am 30. September 1962 eingestellt. Der Abschnitt Senftenberg–Schipkau wurde mehr und mehr als Anschlussgleis der neuen Tagebaue Klettwitz und Meuro genutzt. Parallel der Strecke entstanden zahlreiche Grubenbahnen, die die Strecke kreuzten. Der Personenverkehr verlagerte sich zunehmend auf die Straße, es folgte letztlich am 22. Mai 1966 die Einstellung des Personenverkehrs zwischen Senftenberg und Klettwitz. Auf dem verbleibenden Abschnitt Annahütte–Finsterwalde erfolgte die Einstellung zum 28. Mai 1967. Der Güterverkehr blieb zunächst bestehen, als letztes Teilstück wurde dieser zwischen Finsterwalde und Annahütte erst am 22. Mai 1993 eingestellt. Der Grund dafür lag in der Schließung der Glashütte Annahütte und im Abzug der sowjetischen Luftstreitkräfte aus Schacksdorf. Heute sind bis auf das erste Teilstück ab Finsterwalde alle Strecken weitgehend stillgelegt, abgebaut oder unbefahrbar.

## Reaktivierung des Personenverkehrs

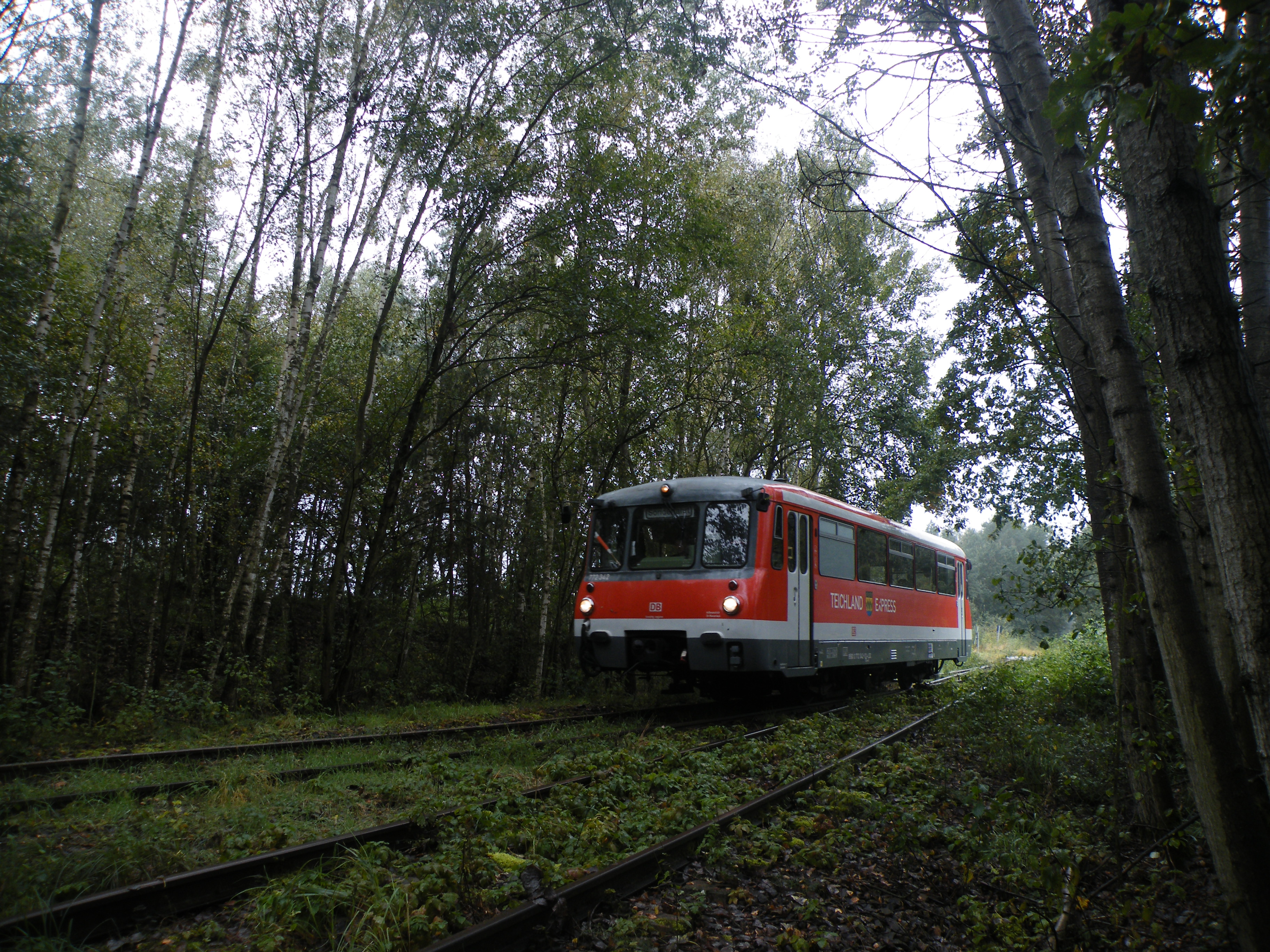
Der Teichland-Express auf der Fahrt nach Lichterfeld, im Vordergrund die Strecke nach Sallgast (September 2017)

Die Strecke wurde 2009 von den Gemeinden von der DB Netz AG abgekauft und an den privaten Bahnbetreiber Torsten Ratke weiter veräußert. Dieser hatte im Jahr 2010 einen ersten Freischnitt durchgeführt und im April 2010 erste Sonderfahrten mit einer V 60 und offenen Wagen durchgeführt. 2011 kam dessen Triebwagen 772 342 zum Einsatz. 2011 und 2012 fanden öffentliche Sonderfahrten zwischen Finsterwalde und Schacksdorf statt.
Vom 1. Juni 2014 bis 31. Oktober 2014 fand sonntags ein Pendelverkehr mit einem historischen Triebwagen von Doberlug-Kirchhain und Finsterwalde zum neuen Bahnsteig des Besucherbergwerk F60 statt. Nach Wiederholung im Jahr 2015 wurde der Verkehr 2016 noch ausgeweitet. Die sonntäglichen Fahrten begannen bereits in Falkenberg (Elster). 2015 und 2016 fanden Fahrten von Lichterfeld bis Doberlug-Kirchhain bzw. bis Falkenberg (Elster) statt. Aufgrund der hohen Trassenpreise wurden diese einmal täglich fahrenden Zugpaare wieder gestrichen. Die Fahrten zum Besucherbergwerk F60 beginnen nunmehr wieder in Finsterwalde.
Die Modernisierung des Finsterwalder Bahnhofs wurde 2017 abgeschlossen. Entbehrliche Flächen des Bahnhofs, das Empfangsgebäude und das angrenzende ehemalige Stellwerk befinden sich nun auch im Besitz des Infrastrukturbetreibers und werden als Gesamtensemble erhalten. Es wurde ein Abstellgleis verlängert und mit einer Bahnsteigkante versehen, so dass die Pendelfahrten, ohne Behinderung der Zugfahrten auf der Hauptstrecke, auch direkt am Finsterwalder Bahnhof beginnen und enden können. Das angrenzende Stellwerk wurde erhalten und ist an den Wochenenden als Museumscafe geöffnet.
Der Sonderverkehr findet an ausgesuchten Wochenenden oder auf Bestellung statt.

## Güterverkehr
Weiterhin werden an der Schippchenbahn die Anschlüsse zum BASF Schwarzheide, sowie eine Stahldrahtfabrik in Massen direkt an der Strecke bedient.
Im Rahmen des Investitionsgesetzes Kohleregionen (InvKG) soll der Abschnitt Ruhland – Schwarzheide BASF voraussichtlich Ende 2028 elektrifiziert werden.

## Persönlichkeiten
- Karl Büren, Aufsichtsratsvorsitzender der Schipkau-Finsterwalder Eisenbahn-Gesellschaft